# Pilsko (geomorfologický podcelek)
Pilsko je geomorfologický podcelek Oravských Beskyd. Nejvyšší bod podcelku je stejnojmenný vrch, dosahující výšky 1557 m n. m.

## Vymezení
Podcelek Pilsko zabírá střední část pohoří. Lemuje státní hranici s Polskem, na jehož území se nachází Beskid Żywiecki. Východním směrem navazuje podcelek Polhoranská vrchovina, západním směrem Oravské Beskydy pokračují podcelkem Ošust. Jižní okraj přechází do Podbeskydské brázdy. 

## Významné vrcholy
- Pilsko - nejvyšší vrch území (1557 m n. m.)
- Mechy (1479 m n. m.)
- Minčol (1273 m n. m.)

## Ochrana přírody
Území patří do Chráněné krajinné oblasti Horná Orava. 